# Tiempo de Alaska

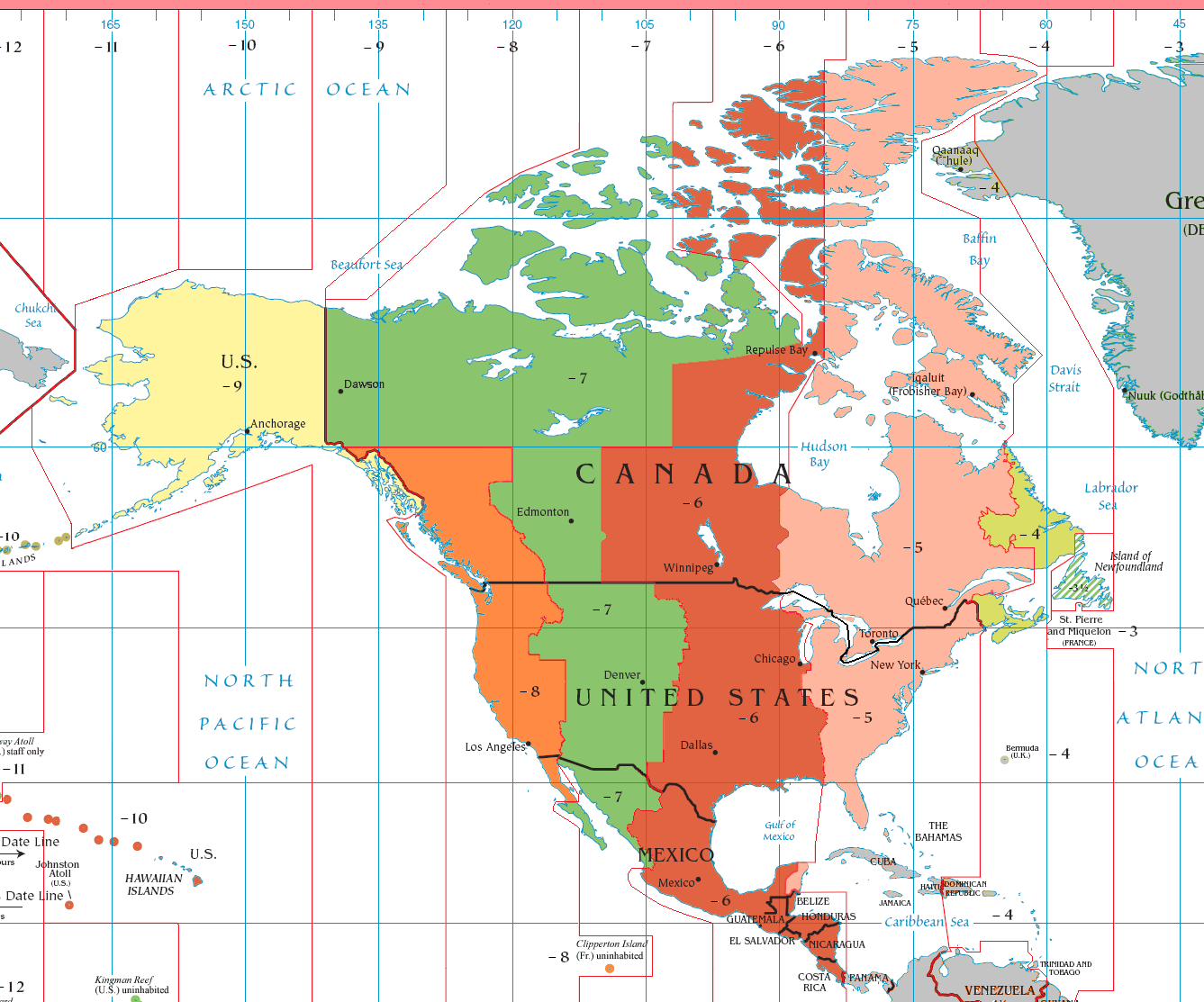
AKST is UTC−9

El Tiempo de Alaska (en inglés: Alaska Time Zone ) es el tiempo estándar en Alaska al sustraer 9 horas del Tiempo Universal Coordinado (UTC−9). Durante el horario de verano su time offset es solamente 8 horas (UTC−8). El reloj en esta zona es basado en el tiempo solar del meridiano Oeste 135 del Observatorio de Greenwich.
El huso horario incluye a todo el estado de Alaska y es una hora menos que el tiempo del Pacífico.
- Tiempo estándar: Tiempo Estándar de Alaska (AKST)
- Tiempo de verano: Tiempo de Verano de Alaska (AKDT)

Las islas Aleutianas occidentales usan el tiempo de Hawái-Aleutiano, una hora menos que el resto del estado.
Entrando en efecto en 2007, el tiempo local de AKST cambió a AKDT de 02:00 LST a 03:00 LDT en el segundo domingo del mes de marzo y regresando de 02:00 LDT a 01:00 LST en el primer domingo de noviembre.